# 파테메 모타메드아리아
파테메 모타메드아리아(페르시아어: فاطمه معتمد آریا, 영어: Fatemeh Motamed-Arya, 1961년 10월 29일 ~ )는 이란의 배우이다. 파즈르 국제 영화제 크리스털 시무르그 여우주연상 2회(1993, 1994) 수상자이다.